# 迪美亞銀行
迪美亞銀行（土耳其語：Demirbank T.A.Ş.）是一家土耳其银行。

## 历史
於2001年10月30日被滙豐從土耳其的銀行監管機構以2.48億英鎊購入。2001年12月14日迪美亞銀行被正式併入滙豐於土耳其的分公司——土耳其滙豐銀行，合併後的土耳其滙豐，資本有1.7億英鎊，並通過在38個城市，合共168個分支機構和辦事處在土耳其提供全面性的個人，公司，信託，資本市場，股票經紀，基金管理和投資銀行服務。